# Palais (métro léger de Charleroi)
 (août 2022).
Si vous disposez d'ouvrages ou d'articles de référence ou si vous connaissez des sites web de qualité traitant du thème abordé ici, merci de compléter l'article en donnant les références utiles à sa vérifiabilité et en les liant à la section « Notes et références ».
Pour les articles homonymes, voir Beaux-arts et Palais (homonymie).
Palais (anciennement Beaux-Arts) est une station, des lignes M1, M2, M3 et M4, du métro léger de Charleroi, établie sur l'embranchement entre la boucle centrale et les antennes d'Anderlues et de Gosselies. Elle est située à proximité de la ville haute de Charleroi en Belgique.

## Histoire
La station est ouverte au public le 24 mai 1983. Elle est pendant longtemps une station en cul-de-sac, desservie par plusieurs lignes de tramways : 41, 80, 89 et 90.
En août 1992, l'antenne vers Gilly et la section de la boucle centrale jusque Waterloo sont mises en service. Le réseau est restructuré, plusieurs lignes de tramways sont supprimées. Seules subsistent les lignes 89 et 90 vers Anderlues, auxquelles vient s'ajouter la nouvelle ligne 54 Sud-Gilly.
En août 1996, à la suite de la mise en service des stations Janson et Parc, le réseau est une nouvelle fois revu : la ligne 88 Anderlues-Parc vient s'ajouter, le service 90 est quant à lui supprimé quelques années plus tôt.
En février 2012, le réseau est à nouveau restructuré avec la fermeture de la boucle centrale et la mise en service du prolongement de l'antenne de Gilly en direction de Soleilmont. La station est desservie par toutes les lignes du réseau depuis le 22 juin 2013.
La station doit son nom au palais des Beaux-Arts tout proche. Elle est beaucoup plus complexe que les autres stations du métro, en raison de sa position à l'intersection de plusieurs lignes et de sa situation dans la ville. Elle dessert en effet le quartier dense de la Ville-Haute où se concentrent bon nombre de commerces, d'écoles, de lieux culturels (palais des beaux-arts, palais des expositions, BPS22…) et de centres administratifs (hôtel de ville…).
La décoration y est à la fois sobre et attrayante, jouant sur des jeux de lumière naturelle et sur des lampadaires. Les trois couleurs dominantes de la station sont le bleu, le rouge et le jaune. Un orgue multicolore est accroché au-dessus des voies, côté ouest. Ces couleurs contrastent avec celles de la mezzanine, plus "froides" (blanc et bleu).
En dessous de cet espace se trouve une boucle de rebroussement utilisée par les lignes M2 et M3.
Dans le hall des guichets se trouve Environnement habitable, œuvre monumentale de Francis Dusépulchre (1934-2013), projet de 1979, installé en 1983.
Le 8 septembre 2023, la station Beaux-Arts est renommée Palais. Elle comporte à l'entrée une mosaïque d'Adrien Lucca. Une esplanade pour les bus est installée au dessus de la station pour permettre les échanges avec le réseau bus carolo.

## Services aux voyageurs

### Accès et accueil
La station comporte une entrée donnant sur une mezzanine souterraine où se trouvent les guichets. Une seconde entrée est actuellement condamnée. À l'étage inférieur se trouve la station proprement dite, composée de trois quais et de quatre voies. 

### Desserte
La station est desservie par les lignes M1, M2, M3 et M4. La circulation s'y fait comme suit :
- le quai central accueille d'une part les tramways M2 et plus tard M3 vers Waterloo et Gare Centrale et d'autre part les tramways M1 et M2 vers Pétria et Anderlues, les M4 vers Sud ainsi que plus tard les M3 vers Gosselies ;
- le quai latéral jadis utilisé par les services 88 et 89 vers Anderlues n'est plus utilisé depuis la restructuration du réseau le 27 février 2012.

Sur un dernier quai, non accessible, se trouvent la motrice n° 310 et la remorque 12 de l'ancienne société de tramways de Charleroi.

### Intermodalité
La station est desservie par une gare routière du TEC Charleroi.

## Galerie

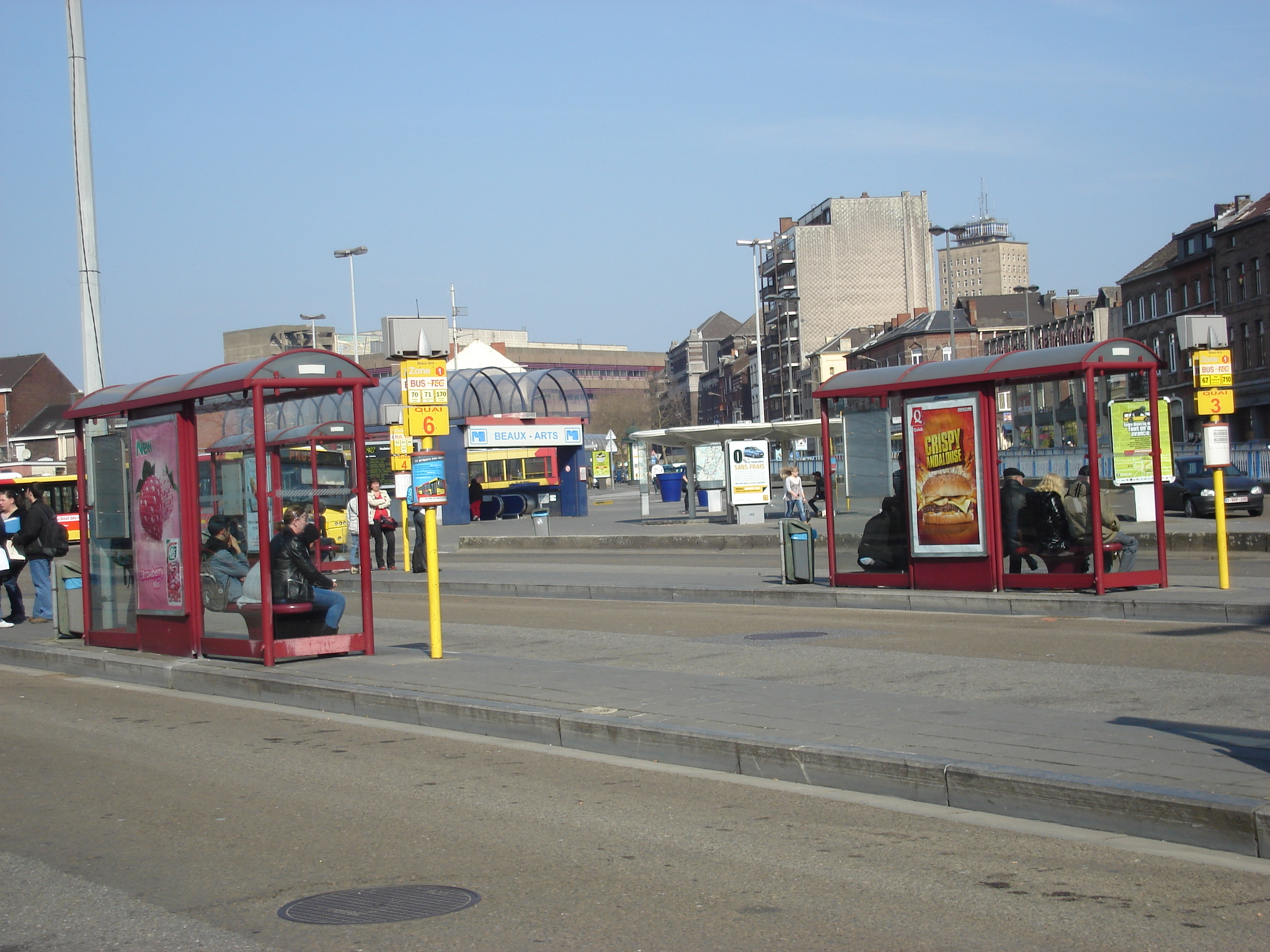
Entrée est de la station depuis la gare des bus.
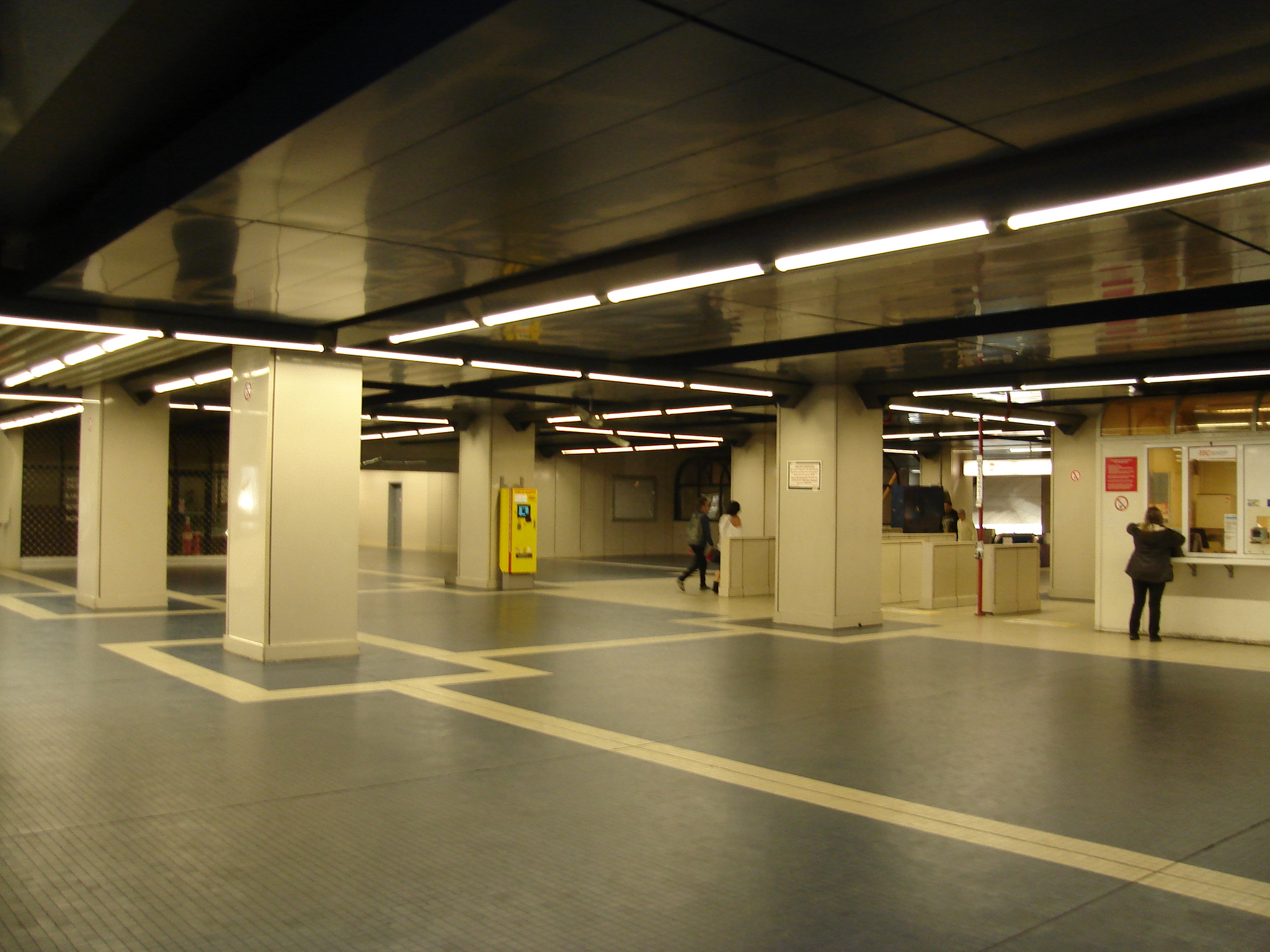
Hall des guichets.
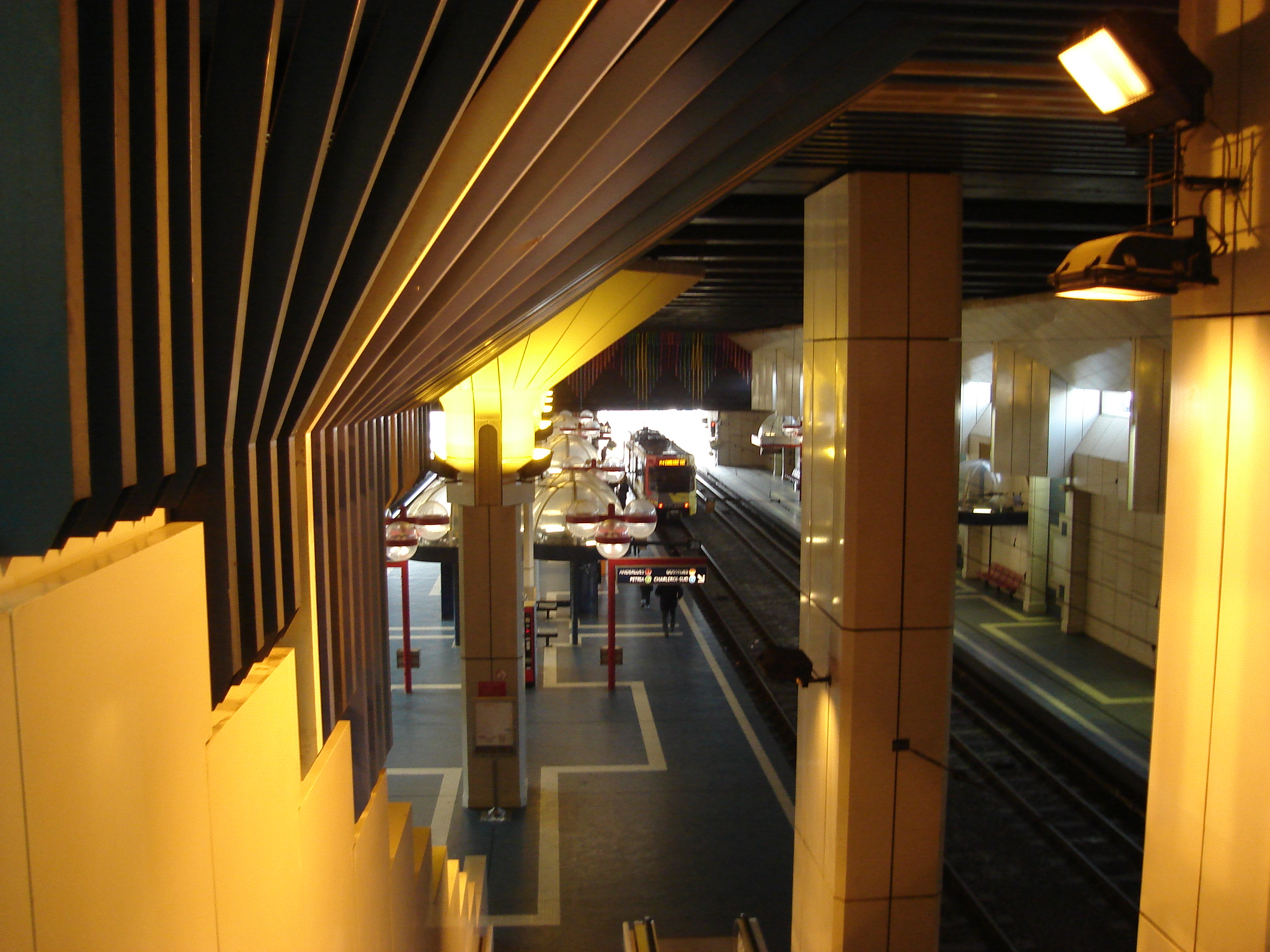
Vue sur le quai central et le quai latéral.
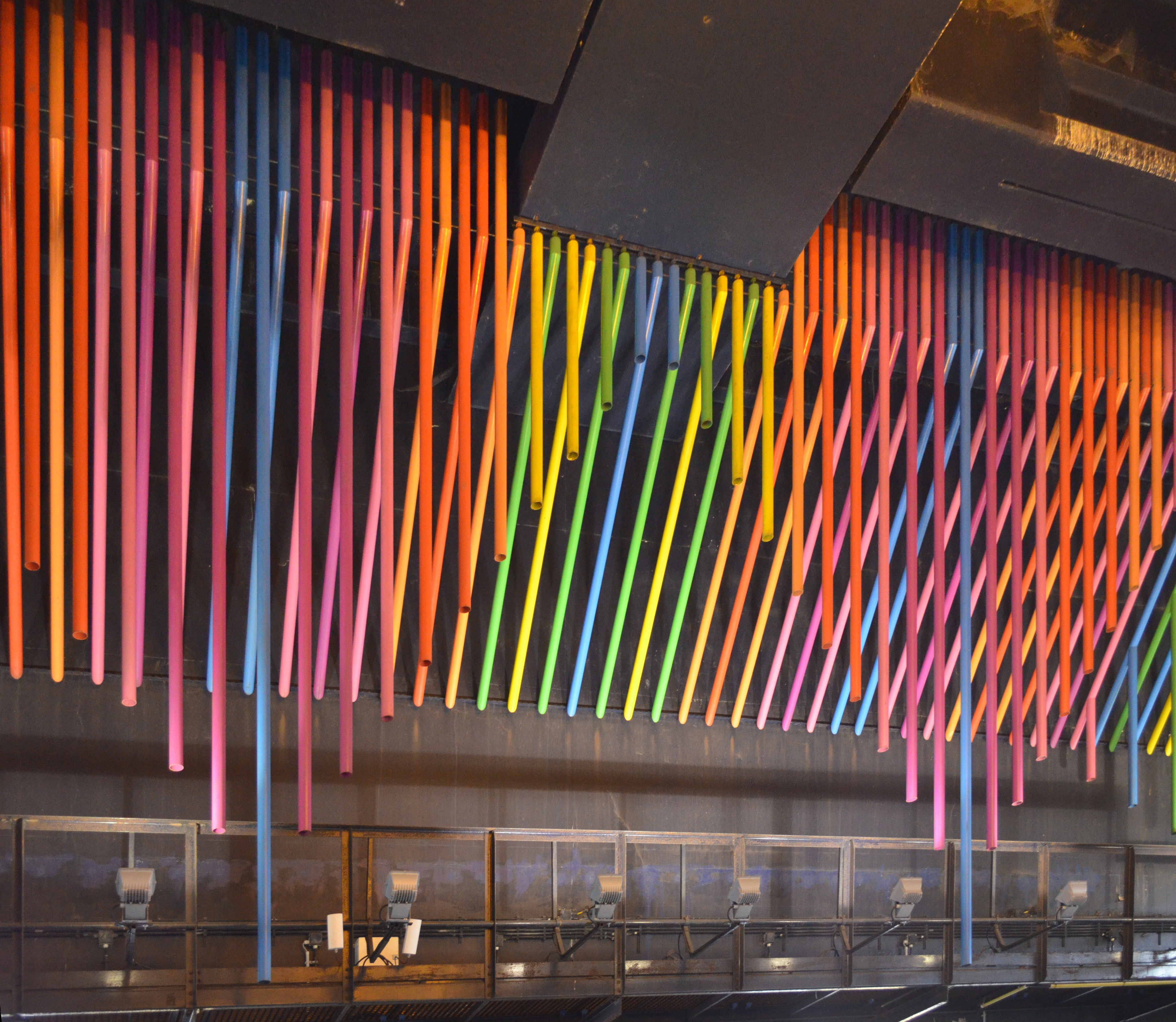
L'orgue multicolore.

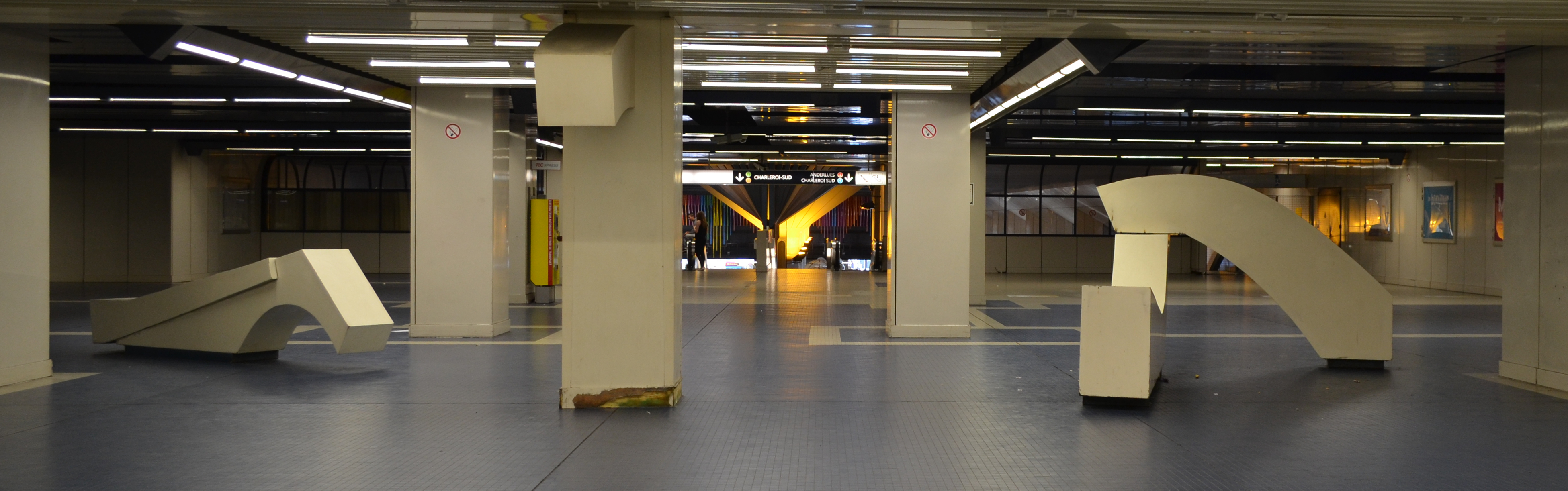
Environnement habitable - œuvre monumentale de Francis Dusépulchre.